# 桑吉内托
桑吉内托（義大利語：Sangineto），是意大利科森扎省的一个市镇。总面积27.5平方公里，人口1416人，人口密度51.5人/平方公里（2009年）。ISTAT代码为078117。